# Libby Appel
Libby Appel (né le 14 mai 1937) a été le quatrième directeur artistique du Oregon Shakespeare Festival (OSF) de 1995 à juin 2007. Appel a dirigé plus de 25 productions à OSF, et sa vision artistique a influencé les 11 pièces présentées chaque année pendant son mandat. Malgré le nom du festival, elle a mis l'accent sur les nouvelles œuvres. « Nous avons établi des liens majeurs avec des auteurs dramatiques du monde, des artistes dont les voix nous intéressent particulièrement. » dit Appel. « Nous commandons des dramaturges, nous développons des pièces ici ; nous avons des dramaturges en résidence. Nous sommes une force mondiale maintenant, et j'en suis vraiment fier. »

## Biographie
Appel est titulaire d'un BA de l'université du Michigan, d'un MA de l'université Northwestern, et de trois doctorats honoris causa de la Southern Oregon University, de l'université de Portland et de l'université Willamette. Elle a commencé sa carrière théâtrale en enseignant au Goodman Theatre à Chicago, 1970 à 1976. De 1976 à 1981, elle a présidé le programme d'acteur à l'université d'État de Californie à Long Beach, et a servi comme directeur artistique associé au California Shakespeare Festival en 1980-1981. En 1981, Appel a été nommé doyen du théâtre au California Institute of the Arts à Valence (Californie),. Au cours de cette période, elle a pris des postes de direction indépendants pendant les étés, a écrit Mask Characterization: An Acting Process, co-écrit deux pièces de théâtre, Shakespeare's Women et Shakespeare's Lovers, avec Michael Flachmann, et créé et produit une vidéo, Inter/Face: The Actor and the Mask. De 1992 à 1996, elle a été directrice artistique du Indiana Repertory Theatre, où elle a vu sa mission comme apportant «la diversité à tous les aspects du théâtre, revigorer l'approche du théâtre envers les classiques, intensifier le dialogue avec la communauté… élargir l'engagement du théâtre envers les jeunes et augmenter la mise en service de nouveaux projets.»
Elle est récipiendaire du prix Stephen et Christine Schwarzman Legacy Award for Excellence in Theatre en 2010 John F. Kennedy Center for the Performing Arts, qui reconnaît « des réalisations de toute une vie dans le théâtre et un engagement sans précédent pour l'avenir de la forme artistique par l'enseignement ». Décerné seulement six fois, le prix Legacy comprend une bourse de 10 000 $ en son nom au programme de bourses, d'assistanats, de stages et de résidences [FAIR] du festival Oregon Shakespeare qui favorise l'échange collaboratif de connaissances, de compétences et de perspectives entre des professionnels expérimentés et la prochaine génération de praticiens de théâtre.
Les théâtres dans lesquels Appel a travaillé incluent Intiman Theatre, le Guthrie Theater, l'Indiana Repertory Theatre, le Seattle Repertory Theatre, South Coast Repertory, PlayMakers Repertory Company, Arizona Theatre Company, Alliance Theatre Company, Milwaukee Repertory Theatre, New Répertoire de Mexico, The Goodman Theatre, Court Theatre, Syracuse Stage, Repertory Theatre of St. Louis, San Jose Repertory Theatre, Utah Shakespearean Festival, et Alabama, Colorado and Kern Shakespeare Festivals.

## Festival Shakespeare de l'Oregon
En 1995, Appel est devenu le quatrième directeur artistique de l'histoire de la compagnie, mais avait déjà dirigé une production de « Le marchand de Venise » en 1991. "J'étais le réalisateur risqué qui a fait « Le Marchand de Venise » et a secoué ce théâtre », dit-elle. Les personnages chrétiens portaient des costumes de style Armani et Shylock a été présenté comme un juif orthodoxe portant des yarmulke. « Je suis un Juif américain, et je suis resté loin de Merchant toute ma vie à cause de l'antisémitisme qui entoure le personnage de Shylock. » Elle a décidé que la pièce était plus sur la xénophobie que sur l'antisémitisme. En tant que première femme à diriger le festival, Appel a décidé de le rendre plus diversifié sur le plan ethnique et inclusif pour les femmes. Elle a non seulement augmenté la représentation des acteurs non blancs dans la compagnie à plus d'un tiers, elle a augmenté le nombre de nouvelles pièces dans le mix du festival. Appel a eu l'intention d'attirer un public à la fois plus jeune et moins blanc, tout en gardant les personnes âgées sophistiquées qui affluent à Ashland. « Pour moi, il s'agit de la vérité de la pièce au moment où je vis », dit Appel. « Je pense que moderniser le discours, ou le salir, c'est le rendre stupide. »,
En 18 saisons au Oregon Shakespeare Festival, Appel a réalisé : Pride and Prejudice, Paradise Lost, A View from the Bridge, The Cherry Orchard (sa propre adaptation d'un traduction originale), The Tempest, The Winter's Tale (2006 et 1989), Bus Stop, Richard III, Napoli Milionaria!, Henry VI , Parts One, Two and Three (co-réalisé avec l'adaptateur, Scott Kaiser), Richard II, Macbeth, samedi, dimanche, lundi, The Trip to Bountiful, Trois sœurs, Henry V, Hamlet, Henry IV, deuxième partie, Mesure pour mesure, Oncle Vanya, King Lear, The Magic Fire (également au Kennedy Center), The Merchant of Venice, Breaking the Silence, Enrico IV (The Emperor), La mouette (Portland). (Ordre chronologique, le plus récent en haut)
Appel a mené à bien cinq commandes d'OSF pour de nouvelles versions (à partir de traductions littérales du russe vers l'anglais par Alison Horsley) de The Cherry Orchard, The Seagull, Oncle Vanya, Three Sisters et Ivanov,.